# Con sáo biết nói
Con sáo biết nói là một bộ phim hoạt hình của đạo diễn Ngô Mạnh Lân, ra mắt lần đầu năm 1970.

## Nội dung
Truyện phim kể về một em nhỏ đầy mưu trí trước quân thù và giàu lòng thương yêu đối với chú Sáo nhỏ.

## Ê-kíp
- Họa sĩ: Lê Huy Hòa
- Nhạc sĩ: Trần Ngọc Xương
- Đạo diễn: Ngô Mạnh Lân
- Lồng tiếng: Đội Kịch nói Nam Bộ

## Vinh danh
- Giải thưởng Bông sen Vàng - Liên hoan phim Việt Nam I tại Hà Nội (1970)